# Марио (тенор)
Джованни Маттео де Кандия (18 октября 1810, Кальяри, Италия — 11 декабря 1883, Рим) — итальянский оперный певец (тенор), выступавший под псевдонимом Марио (Mario). Муж оперной певицы Джулии Гризи.
Родился в Кальяри в семье маркиза де Кандия, который был адъютантом сардинского короля. Учился в Королевской военной академии. Служа младшим лейтенантом гвардии короля Сардинии в Турине, он влез в долги, а отказ отца помочь ему материально привел к тому, что 24 ноября 1836 года его исключили из армии. 
Порвав отношения с семьёй, Джованни уехал жить в Париж. Там выступал в качестве тенора-любителя в салоне принцессы Бельджойозо, давая уроки фехтования и верховой езды. Чтобы не запятнать имя отца-аристократа, он дебютировал на оперной сцене под именем Марио 30 ноября 1838 года.
Чаще всего Марио выступал (в том числе и в России) вместе с Джулией Гризи, которая родила ему шестерых дочерей. Композитор Доницетти написал для них главные партии в своей опере «Дон Паскуале». Супруги жили главным образом в Лондоне и на вилле Сальвиати под Фьезоле.
Через два года после смерти супруги Марио заявил о завершении карьеры, выступив напоследок в «Ковент-Гардене». Правда, и позднее (в 1872 и 1873 годах) он выступал с концертами в США. После оставления сцены жил на широкую ногу в Риме, вращался в аристократических кругах, что привело к расстройству его состояния.